# Nélson Carlos Ferreira
Nélson Carlos Ferreira Júnior (ur. 1 stycznia 1973 w Barbosa Ferraz) – brazylijski lekkoatleta, skoczek w dal, sprinter. Trzykrotny mistrz Ameryki Południowej, dwukrotny złoty medalista mistrzostw ibero-amerykańskich. złoty medalista igrzysk Ameryki Południowej, dwukrotny olimpijczyk (Atlanta, Sydney).

## Przebieg kariery
Przez całą karierę startował przede wszystkim w konkursach skoku w dal. W latach 1990–1992 sięgał po medale mistrzostw Ameryki Południowej do lat 20, na czempionacie rozgrywanym w Bogocie wywalczył tytuł mistrzowski. Startował na mistrzostwach globu juniorów w Seulu, w finale konkursu skoku w dal zajął 9. miejsce, ponadto był członkiem sztafety 4 × 100 m (brazylijska ekipa odpadła w eliminacjach, nie zdołała nawet ukończyć zawodów). Był uczestnikiem mistrzostw świata w Stuttgarcie, w swej grupie eliminacyjnej zajął odległe 20. miejsce. W 1994 roku został złotym medalistą igrzysk Ameryki Południowej w skoku w dal, z tych samych igrzysk przywiózł do kraju również srebrny medal w konkurencji sztafety 4 × 100 m. W 1996 roku otrzymał pierwszy w karierze złoty medal mistrzostw ibero-amerykańskich.
Podczas olimpijskich zmagań w Atlancie uzyskał w eliminacjach wynik 7,76 m i zajął 14. miejsce w grupie, rezultat ten był zbyt słaby, aby Brazylijczyk mógł wystąpić w finale.
Rok po starcie na igrzyskach olimpijskich zdobył dwa tytuły mistrza Ameryki Południowej: w skoku w dal i w sztafecie 4 × 100 m. W ramach rozgrywanych w Atenach mistrzostw świata zakwalifikował się do finału, który ukończył na 5. miejscu. Był również finalistą uniwersjad z Katanii i Palma de Mallorca, zmagania w skoku w dal ukończył w tej fazie odpowiednio na 4. i 5. miejscu.
Był uczestnikiem mocno obsadzonych zawodów w konkurencji skoku w dal, rozgrywanych podczas igrzysk olimpijskich w Sydney – odpadł w eliminacjach, uzyskując w tej fazie zmagań wynik 7,32 plasujący go na 25. miejscu w grupie oraz na 43. miejscu w gronie wszystkich zawodników. W 2001 roku po raz trzeci został mistrzem Ameryki Południowej (w skoku w dal). Po raz ostatni w zawodach lekkoatletycznych wystąpił w czerwcu 2007 roku podczas mistrzostw Brazylii, w trakcie których nie zdołał zakwalifikować się do finału konkursu skoku w dal.

## Osiągnięcia
| Rok     | Zawody                                   | Miasto            | Miejsce | Konkurencja        | Wynik |
| ------- | ---------------------------------------- | ----------------- | ------- | ------------------ | ----- |
| 1990    | Mistrzostwa Ameryki Południowej juniorów | Bogota            | złoto   | skok w dal         | 7,18  |
| 1991    | Mistrzostwa Ameryki Południowej juniorów | Asunción          | srebro  | skok w dal         | 6,91  |
| 1992    | Mistrzostwa Ameryki Południowej juniorów | Lima              | srebro  | skok w dal         | 7,33  |
| 1992    | Mistrzostwa świata juniorów              | Seul              | 9.      | skok w dal         | 7,41  |
| 1992    | Mistrzostwa świata juniorów              | Seul              | DNF H   | sztafeta 4 × 100 m | N/A   |
| 1993    | Mistrzostwa świata                       | Stuttgart         | 20. H   | skok w dal         | 7,31  |
| 1994    | Igrzyska Ameryki Południowej             | Valencia          | złoto   | skok w dal         | 7,84  |
| 1994    | Igrzyska Ameryki Południowej             | Valencia          | srebro  | sztafeta 4 × 100 m | 39,76 |
| 1995    | Mistrzostwa Ameryki Południowej          | Manaus            | srebro  | skok w dal         | 8,05  |
| 1995    | Mistrzostwa świata                       | Göteborg          | 8. H    | skok w dal         | 7,87  |
| 1996    | Mistrzostwa ibero-amerykańskie           | Medellín          | złoto   | skok w dal         | 8,41  |
| 1996    | Igrzyska olimpijskie                     | Atlanta           | 14. H   | skok w dal         | 7,76  |
| 1997    | Halowe mistrzostwa świata                | Paryż             | 11. H   | skok w dal         | 7,58  |
| 1997    | Mistrzostwa Ameryki Południowej          | Mar del Plata     | złoto   | sztafeta 4 × 100 m | 40,07 |
| 1997    | Mistrzostwa Ameryki Południowej          | Mar del Plata     | złoto   | skok w dal         | 7,84  |
| 1997    | Mistrzostwa świata                       | Ateny             | 5.      | skok w dal         | 8,04  |
| 1997    | Uniwersjada                              | Katania           | 4.      | skok w dal         | 8,01  |
| 1999    | Uniwersjada                              | Palma de Mallorca | 5.      | skok w dal         | 7,83  |
| 1999    | Igrzyska panamerykańskie                 | Winnipeg          | 5.      | skok w dal         | 7,77  |
| 1999    | Mistrzostwa świata                       | Sewilla           | 15. H   | skok w dal         | 7,71  |
| 2000    | Mistrzostwa ibero-amerykańskie           | Rio de Janeiro    | złoto   | skok w dal         | 7,90  |
| 2000    | Igrzyska olimpijskie                     | Sydney            | 25. H   | skok w dal         | 7,32  |
| 2001    | Mistrzostwa Ameryki Południowej          | Manaus            | złoto   | skok w dal         | 7,67  |
| Źródło: |                                          |                   |         |                    |       |

Trzy razy w karierze sięgał po tytuł mistrza Brazylii, w 1995, 2000 i 2001 roku.

## Rekordy życiowe
- bieg na 100 m – 10,49 (3 czerwca 2000, Americana)
- bieg na 200 m – 21,33 (22 kwietnia 2001, São Caetano do Sul)
- skok w dal – 8,36 (10 maja 1996, Medellín)
- trójskok – 14,69 (23 kwietnia 2002, Maringa)

Halowe
- skok w dal – 7,58 (7 marca 1997, Paryż)

Źródło: 